# Torneio seletivo para a Superliga Brasileira de Voleibol Masculino de 2016–17 - Série A
O Torneio Seletivo para a Superliga Brasileira de Voleibol Masculino de 2016-17 - Série A foi uma competição disputada ao final da disputa da primeira fase Superliga 2015-16 - Série A e serviu como repescagem na definição da última vaga para a Elite do Voleibol Brasileiro. Participaram deste Torneio Seletivo as equipes que terminaram nas últimas duas posições na Divisão Principal juntamente com outras equipes participantes da Série B em 2016. O torneio foi disputado na cidade mineira de Juiz de Fora, a sede foi definida pela CBV.

## Formato de Disputa
A competição foi disputada no sistema de rodízio simples (todos contra todos) em grupo único. A equipe com melhor índice técnico foi considerada
campeã do Torneio e garantiu a última vaga para a Superliga Brasileira de Voleibol Masculino de 2016-17 - Série A.

## Equipes Participantes
| Equipe                      | Cidade       | Forma de Classificação                                                       |
| --------------------------- | ------------ | ---------------------------------------------------------------------------- |
| Copel Telecom/Maringá Vôlei | Maringá      | 11º Colocado na Superliga Brasileira de Voleibol Masculino 2015–16 - Série A |
| Juiz de Fora Vôlei          | Juiz de Fora | 12º Colocado na Superliga Brasileira de Voleibol Masculino 2015–16 - Série A |
| UPIS/Brasília               | Brasília     | 5º Colocado na Superliga Brasileira de Voleibol 2016 - Série B[1]            |

NOTA ^  A Equipe da UPIS/Brasília terminou a Superliga Série B apenas na quinta posição, porém foi a única Equipe a demonstrar interesse na participação.

## Fase classificatória
- Vitória por 3 sets a 0 ou 3 a 1: 3 pontos para o vencedor;
- Vitória por 3 sets a 2: 2 pontos para o vencedor e 1 ponto para o perdedor.
- Não comparecimento, a equipe perde 2 pontos.
- Em caso de igualdade por pontos, os seguintes critérios servem como desempate: número de vitórias, razão de sets e razão de ralis.

|  | |
|  | Campeã do Torneio Seletivo e Classificada para a Superliga Brasileira de Voleibol Masculino de 2016-17 - Série A |
|  | Equipes que disputarão a Superliga Brasileira de Voleibol Masculino de 2017 - Série B.                           |

### Classificação
|  |

|     |                             |     | Jogos | Jogos | Jogos | Resultados | Resultados | Resultados | Resultados | Resultados | Resultados | Sets | Sets | Sets  | Pontos | Pontos | Pontos |
| Pos | Equipe                      | Pts | T     | V     | D     | 3–0        | 3–1        | 3–2        | 2–3        | 1–3        | 0–3        | V    | P    | R     | V      | P      | R      |
| --- | --------------------------- | --- | ----- | ----- | ----- | ---------- | ---------- | ---------- | ---------- | ---------- | ---------- | ---- | ---- | ----- | ------ | ------ | ------ |
| 1   | Juiz de Fora Vôlei          | 6   | 2     | 2     | 0     | 1          | 1          | 0          | 0          | 0          | 0          | 6    | 1    | 6,000 | 173    | 145    | 1.193  |
| 2   | Copel Telecom/Maringá Vôlei | 3   | 2     | 1     | 1     | 1          | 0          | 0          | 0          | 1          | 0          | 4    | 3    | 1.333 | 165    | 151    | 1.093  |
| 3   | UPIS/Brasília               | 0   | 2     | 0     | 2     | 0          | 0          | 0          | 0          | 0          | 2          | 0    | 6    | 0,000 | 108    | 150    | 0.720  |

### Jogos
A tabela de jogos foi divulgada pela CBV em 22 de março de 2016.
| 28 de março de 2016 19:30 | Juiz de Fora Vôlei | 3 — 0             | UPIS/Brasília | Ginásio da UFJF, Juiz de Fora |
| 28 de março de 2016 19:30 | 25                 | Set 1 Set 2 Set 3 | 17 15 23      | Ginásio da UFJF, Juiz de Fora |

| 29 de março de 2016 19:30 | UPIS/Brasília | 0 — 3             | Copel Telecom/Maringá Vôlei | Ginásio da UFJF, Juiz de Fora |
| 29 de março de 2016 19:30 | 16 18 19      | Set 1 Set 2 Set 3 | 25                          | Ginásio da UFJF, Juiz de Fora |

| 30 de março de 2016 19:30 | Juiz de Fora Vôlei | 3 — 1                   | Copel Telecom/Maringá Vôlei | Ginásio da UFJF, Juiz de Fora |
| 30 de março de 2016 19:30 | 23 25              | Set 1 Set 2 Set 3 Set 4 | 25 22 23 20                 | Ginásio da UFJF, Juiz de Fora |

## Premiações
| Torneio Seletivo Superliga 2016-17                                                |
| Minas Gerais                                                                      |
| --------------------------------------------------------------------------------- |
| JUIZ DE FORA VÔLEI Campeão Classificado à Elite do Voleibol Brasileiro de 2016-17 |